# Северомакедонско-сербские отношения
Северомакедонско-сербские отношения — двусторонние дипломатические отношения между Северной Македонией и Сербией. Протяжённость государственной границы между странами составляет 101 км.

## История
До 1991 года страны были республиками в составе Социалистической Федеративной Республики Югославии. После провозглашения независимости Хорватии и Словении в июне 1991 года Республика Македония провозгласила независимость три месяца спустя, в сентябре 1991 года. Армия Югославии мирно покинула Республику Македонию, которая стала единственной бывшей югославской республикой, получившей независимость без конфликтов и войн. Однако, двусторонние отношения установились не сразу.
Союзная Республика Югославия была образована в 1992 году Черногорией и Сербией. 8 апреля 1996 года были установлены дипломатические отношения с Республикой Македонией. Установление двусторонних отношений проходило под конституционным названием страны — Республика Македония. Таким образом, Сербия являлась одной из 131 стран мира, которые признавали Республику Македонию под её конституционным названием. 
После установления двусторонних отношений страны поддерживали дружеские контакты, но после признания Республикой Македонией независимости Республики Косово в октябре 2008 года посол этой страны был выслан из Сербии. Разрыв отношений длился несколько месяцев. Однако, затем Сербия и Республика Македония договорились восстановить двусторонние отношения. В мае 2009 года посол Республики Македония вступил в должность в Сербии, им стал бывший спикер парламента и бывший посол в Болгарии Любиса Георгиевски.

## Церковь
Церковный скандал отягощал отношения в прошлом. Сербская православная церковь не признает Македонскую православную церковь, которая объявила о своей автокефалии в 1967 году. Во время визита в Республику Македонию в мае 2009 года президент Сербии Борис Тадич отметил, что его страна желает урегулирования этого вопроса. Сербская православная церковь в прошлом блокировала посещение государственных делегаций Республики Македонии монастыря Прохора Пчиньского на юге Сербии в день Республики Македонии, где были заложены основы государственности Республики Македонии во время Второй мировой войны на первом пленарном заседании АСНОМ. Однако, в 2009 году Сербская православная церковь неожиданно разрешила визит делегации парламента Республики Македонии.

## Косовский спор
В декабре 2017 года стало известно, что глава правительства Северной Македонии Зоран Заев намерен поддержать присоединение Республики Косово к ЮНЕСКО. Правительство Сербии ответило, что они больше не будут признавать страну под названием Республика Македония, если они продолжат такую политику. Министр иностранных дел Сербии Ивица Дачич заявил, что этот поступок стал примером лицемерия со стороны правительства Зорана Заева.

## Дипломатические представительства
- Северная Македония имеет посольство в Белграде[10].
- Сербия содержит посольство в Скопье[11].